# Ruma (Bangladesh)
Ruma è un sottodistretto (upazila) del Bangladesh situato nel distretto di Bandarban, divisione di Chittagong. Si estende su una superficie di 492,1 km² e conta una popolazione di 29.098  abitanti (censimento 2011).
Poco distante dalla città si trova il turistico lago Bagakain.